# Argorejo
Argorejo is een bestuurslaag in het regentschap Bantul van de provincie Jogjakarta, Indonesië. Argorejo telt 12.315 inwoners (volkstelling 2010).